# Бостон-лайт
Бостон-лайт (англ. Boston Light) — маяк на острове Литл-Брюстер за пределами Бостонской бухты, второй из старейших действующих маяков США. 
Первый маяк на острове был построен в 1716 году, ныне существующий — в 1783 году. Высота здания — 28 метров (31 метр над уровнем моря). Маяк с момента постройки не работал лишь во время Второй мировой войны, с 1998 года действует в автоматическом режиме.
С 1964 года — национальный исторический памятник США.